# Пол Сорвино
Пол Антъни Сорвино (на английски: Paul Anthony Sorvino) (13 април 1939 г. – 25 юли 2022 г.) е американски актьор. Често играе авторитетни фигури от двете страни на закона, а най-известната му роли може би са тези на Поли Сисеро във филма „Добри момчета“ и сержант Фил Серета в сериала „Закон и ред“. Той е бащата на актрисата Мира Сорвино и актьора Майкъл Сорвино.

## Избрана филмография
| година | филм             | оригинално заглавие | роля            | режисьор        |
| ------ | ---------------- | ------------------- | --------------- | --------------- |
| 1980   | Фатален партньор | Cruising            | Капитан Еделсън | Уилям Фридкин   |
| 1981   | Червените        | Reds                | Луис Фрайна     | Уорън Бейти     |
| 1990   | Добри момчета    | Goodfellas          | Пол Сисеро      | Мартин Скорсезе |
| 1991   | Човекът ракета   | The Rocketeer       | Еди Валънтайн   | Джо Джонстън    |